# Mike Stulce
Mike Stulce, född 21 juli 1969 i Killeen, Texas, är en amerikansk före detta friidrottare som tävlade i kulstötning.
Stulces genombrott kom när han blev silvermedaljör vid VM för juniorer 1988. Mellan 1990 och 1992 stängdes han av för dopning. Han var tillbaka till Olympiska sommarspelen 1992 i Barcelona där han vann guld efter en stöt på 21,70 meter. 1993 vann han guld inomhus vid VM i Toronto. Vid VM 1993 i Stuttgart blev han ursprungligen trea men då det visat sig han varit dopad blev han av med medaljen och avstängd på livstid.

## Personliga rekord
- Kulstötning - 21,82 meter